# 이기헌 (주교)
이기헌(李基憲, 1947년 12월 31일 ~ )은 대한민국의 로마 가톨릭교회 성직자이다. 세례명은 베드로이며, 제2대 천주교 의정부교구의 교구장 주교와 한국 천주교 주교회의 선교사목주교위원회 위원장과 문화위원회 위원장직을 지냈다. 1947년 평양에서 출생했으며, 1975년 사제품을 받은 뒤 서울 천호동·상봉동·명동 주교좌본당 보좌신부를 거쳤다. 1978년 군종장교로 입대해 1982년까지 군종사목을 맡았고, 잠원동·석관동·일본 동경 한인본당 주임신부를 역임했으며, 서울대교구 사무처장으로 재임하던 1999년 제2대 군종교구장 주교로 임명됐다. 주교회의 가정사목위원회 위원장, 생명 31운동본부 책임 주교, 아시아주교회의연합회(FABC) 제8차 정기총회 담당 주교, 천주교 군종교구장을 맡았다.

## 생애
1947년 12월 31일 평양에서 이재풍(베네딕토) 옹과 정용철(수산나) 여사 슬하에 4남 4녀 중 넷째로 태어났다.
1975년 가톨릭대학교 신학과 졸업과 동시에 김수환 추기경으로부터 사제품을 받은 이기헌은 1995년 교구 교육국장, 1998년 교구사무처장 등을 두루 거치며 교구 발전의 중추적인 역할을 담당해왔다. 특히 1998년에는 서울대교구 민족화해위원회 위원 자격으로 최창무 대주교 등과 함께 조선민주주의인민공화국을 방문, 남북 가톨릭 신자간에 교류와 협력의 물꼬를 트기도 했다.

2010년 2월 26일 교황 베네딕토 16세에 의해 천주교 의정부교구장 주교로 임명되었으며, 같은 해 5월 4일에 천주교 의정부교구장으로 착좌하였다.

## 문장
이기헌 주교의 문장은 사목표어인 ‘새로운 노래를 주님께 불러라’(시편 149장)의 ‘기쁨에 충만한 찬양 시편’의 내용을 표상화한 것이다.
문장의 상단에 주교 예모(禮帽)와 좌우에 늘어진 3단 술은 주교의 직위를 나타내며, 성작과 방패는 악으로부터의 신앙의 수호를 의미한다. 방패 위의 십자가는 예수 그리스도를 따르는 사도단의 후예이자 주님의 대리자인 주교의 직무를 의미하며, 십자가 안 큰 별은 의정부교구를 이끌며 봉사하는 주교의 사목권을 상징한다.
성작과 방패의 내부 윗부분에 위치한 원은 ‘그리스도의 성체’를 상징하며, 성체 안 비둘기는 세상을 비추는 성령을 표상해 ‘의정부교구 사제단과 교구민 모두의 일치’를 나타내고 있다.
접시 모양의 성작과 그 위 황금빛 선은 찬양의 노래를 파이프 오르간의 형태로 나타낸 것으로, 찬양의 노래를 바치는 형상을 성작 밑 그림자로 표상하고 있다.